# AAA-Saison 1934
Die AAA-Saison 1934 war die 17. Meisterschaftssaison im US-amerikanischen Formelsport. Sie begann am 30. Mai mit dem Indianapolis 500 und endete am 23. Dezember in Mines Field. Bill Cummings sicherte sich den Titel.

## Rennergebnisse
| Nr. | Datum         | Veranstaltung (Rennstrecke)                                           | Meilen | Sieger         | Siegerteam   |
| --- | ------------- | --------------------------------------------------------------------- | ------ | -------------- | ------------ |
| 1   | 30. Mai       | International 500 Mile Sweepstakes (Indianapolis Motor Speedway) (ZO) | 500    | Bill Cummings  | Miller       |
| 2   | 25. August    | Springfield 100 (Illinois State Fairgrounds) (UO)                     | 100    | Billy Winn     | Miller       |
| 3   | 09. September | Syracuse 100 (New York State Fairgrounds) (UO)                        | 100    | Shorty Cantlon | Weil-Miller  |
| 4   | 23. Dezember  | Mines Field Race (Mines Field) (T)                                    | 197,82 | Kelly Petillo  | Adams-Miller |

- Erklärung: ZO: Ziegelsteinoval, UO: unbefestigtes Oval, T: temporäre Rennstrecke

## Fahrer-Meisterschaft (Top 10)
| 1. | Bill Cummings   | 681,7 |
| 2. | Mauri Rose      | 530   |
| 3. | Kelly Petillo   | 300   |
| 3. | Russ Snowberger | 300   |
| 3. | Joe Russo       | 300   |

| 6.  | Al Miller      | 280   |
| 7.  | Frank Brisko   | 264,5 |
| 8.  | Lou Moore      | 248   |
| 9.  | Shorty Cantlon | 211,2 |
| 10. | Billy Winn     | 185,5 |